# Ставничий Іван Степанович
Іван Степанович Ставничий (15 червня 1879, с. Білобожниця, Австро-Угорщина — 29 лютого 1959, с. Білобожниця, нині Україна) — український художник.

## Життєпис
Навчався в церковного маляра А. Ковальського у с. Вербівці (нині Тернопільського району), в Краківській академії мистецтв (Польща).
Працював у галузі іконопису, різьбярства та портрета. Розписав храми у селах Королівка, Гадинківці, Лисичники, Лисівці, Новосілка, Базар, Біла, Білобожниця, Вигнанка, Скородинці, в містах Бучач, Заліщики Чортківського району; у селах на Снятинщині (нині Івано-Франківська область).
Частину розписів у церквах і костьолах знищено за часів радянської влади в Галичині.
У родинній хаті, де він проживав, збереглися його твори: ікони Матері Божої та Ісуса Христа, портрет Тараса Шевченка, 4 автопортрети (один — зі сином Степаном).

### Сім'я
У 1900 році одружився з Марією Лабигою, з котрою виховували троє дітей: Степана, Оксану і Методія.